# Ghipeș, Harghita
Ghipeș (maghiară Gyepes) este un sat în comuna Mărtiniș din județul Harghita, Transilvania, România.

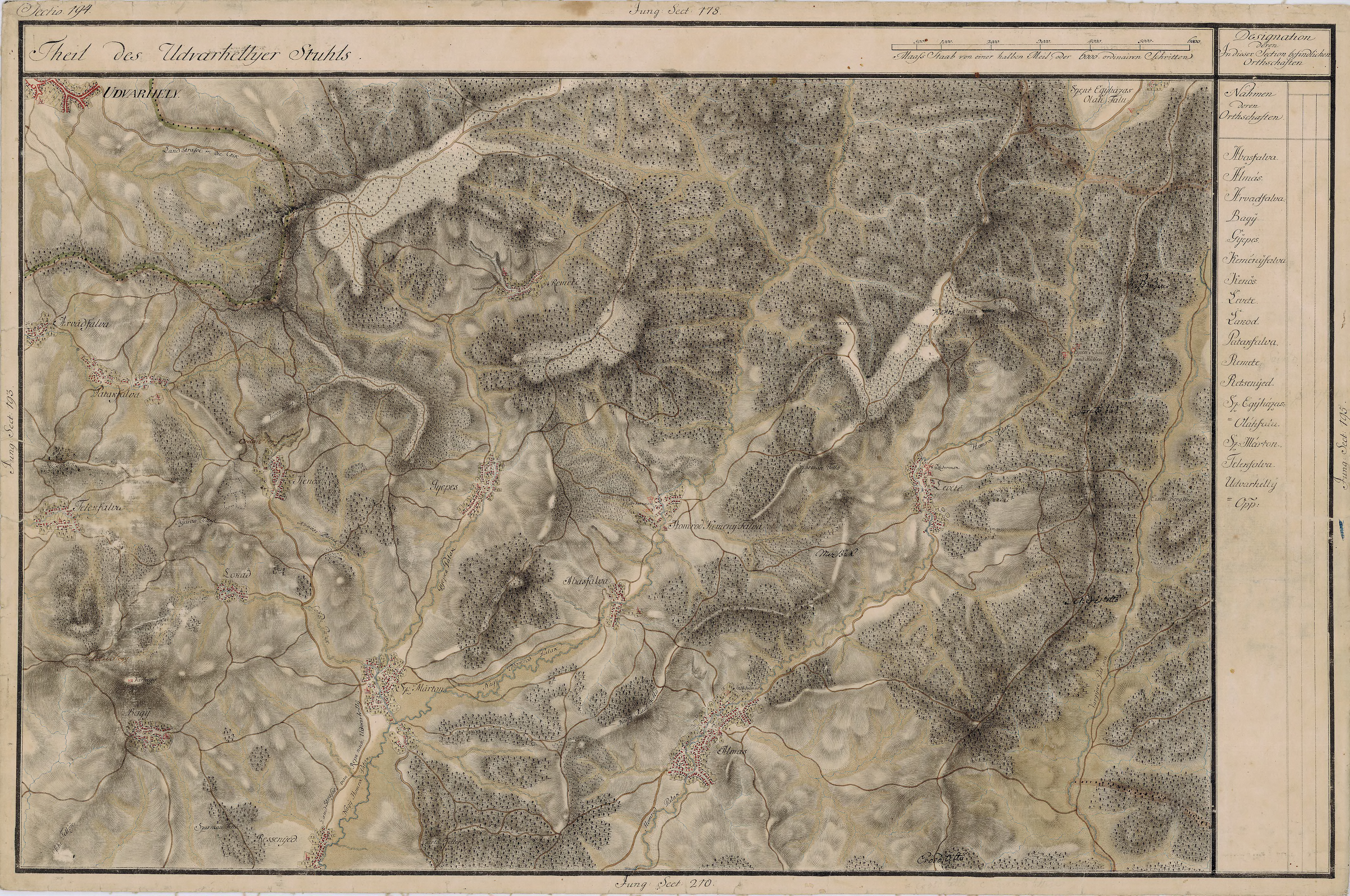
Ghipeș în Harta Iosefină a Transilvaniei, 1769-1773

 Acest articol despre o localitate din județul Harghita este deocamdată un ciot. Puteți ajuta Wikipedia prin completarea lui.